# Tapeinoglossum
Tapeinoglossum là một chi phong lan có 2 loài đặc hữu của New Guinea.

## Danh sách các loài
- Tapeinoglossum centrosemiflorum
- Tapeinoglossum nannodes